# Ixora nigricans
Ixora nigricans là một loài thực vật có hoa trong họ Thiến thảo. Loài này được R.Br. ex Wight & Arn. mô tả khoa học đầu tiên năm 1834.

## Hình ảnh

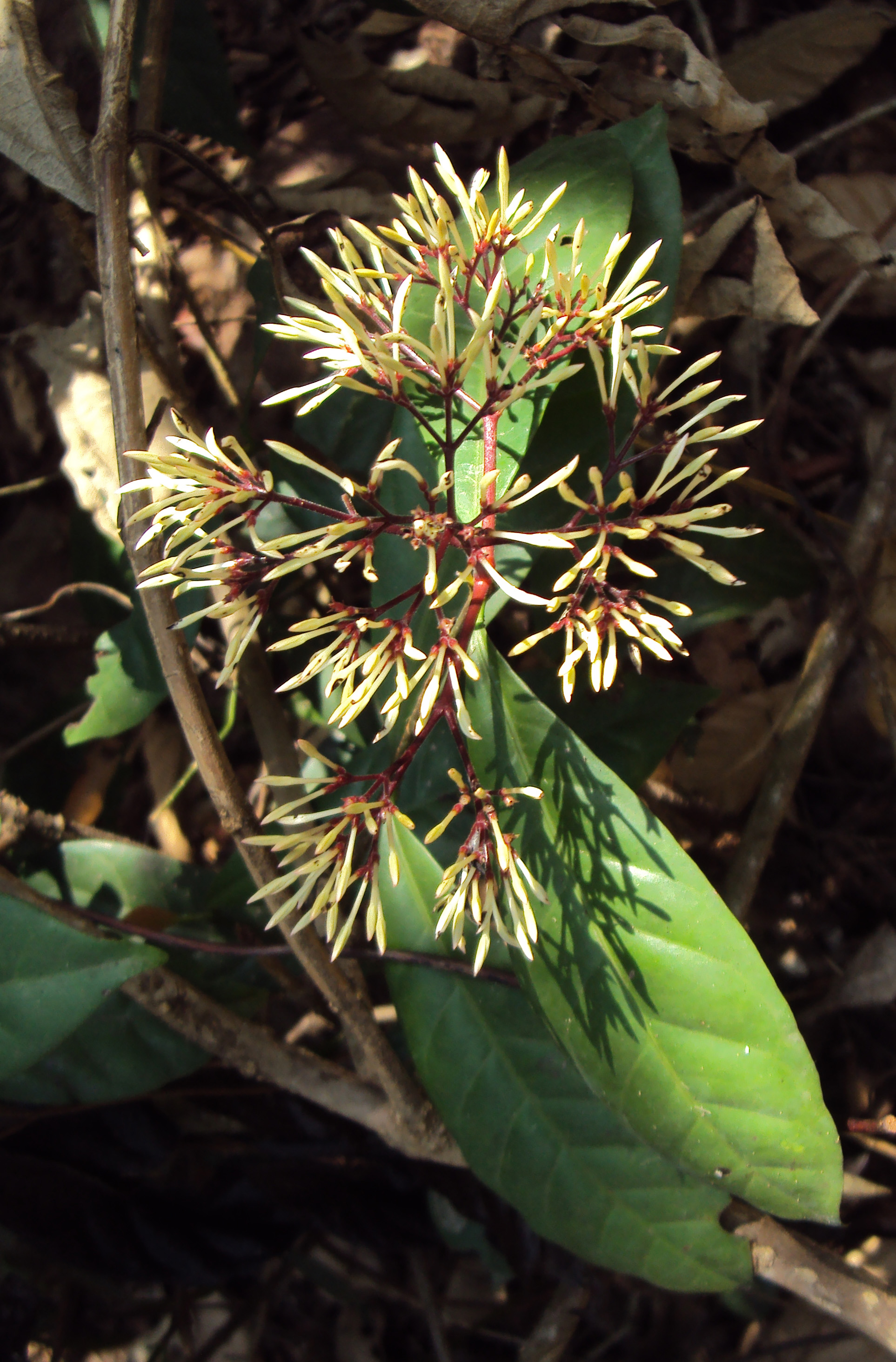
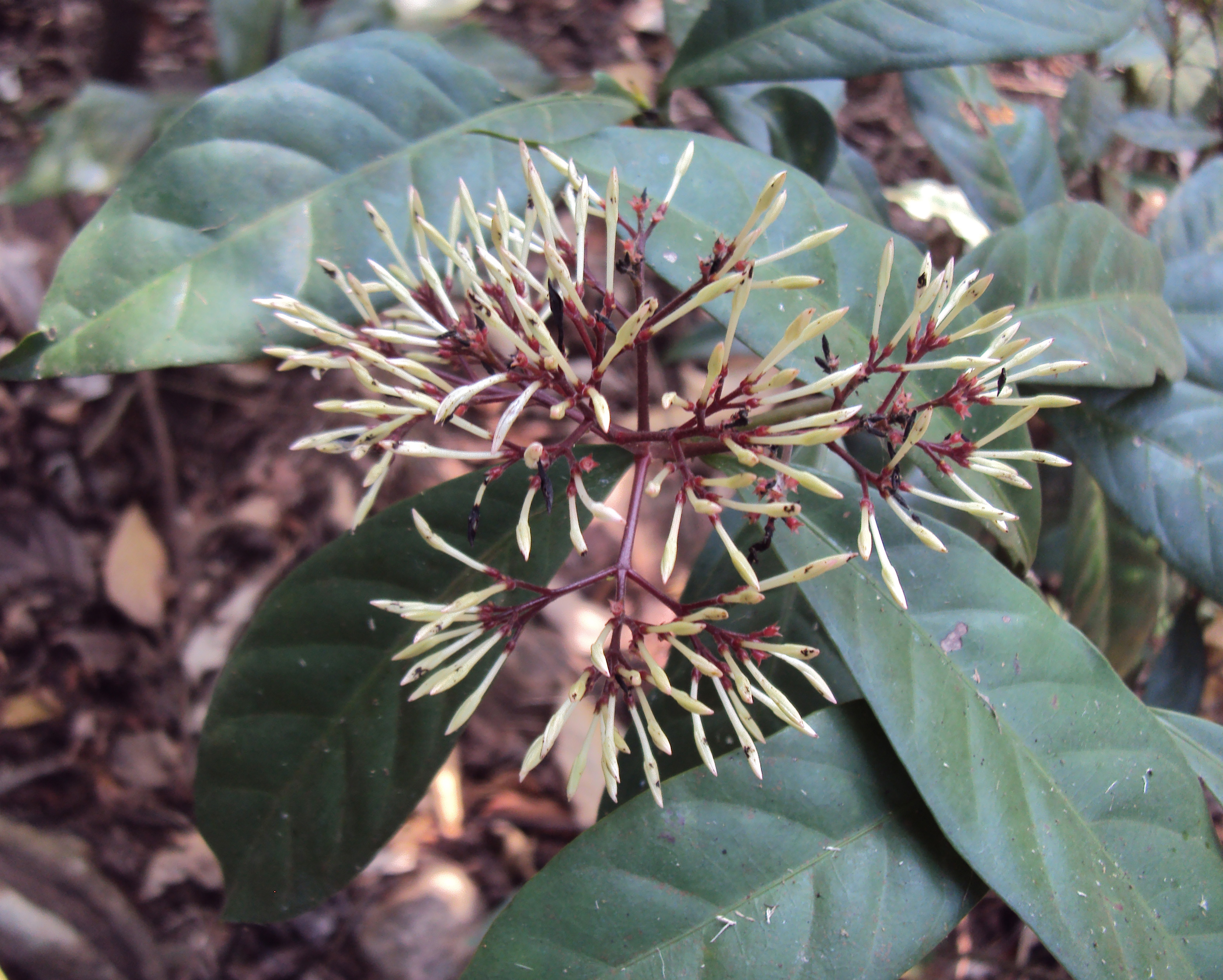
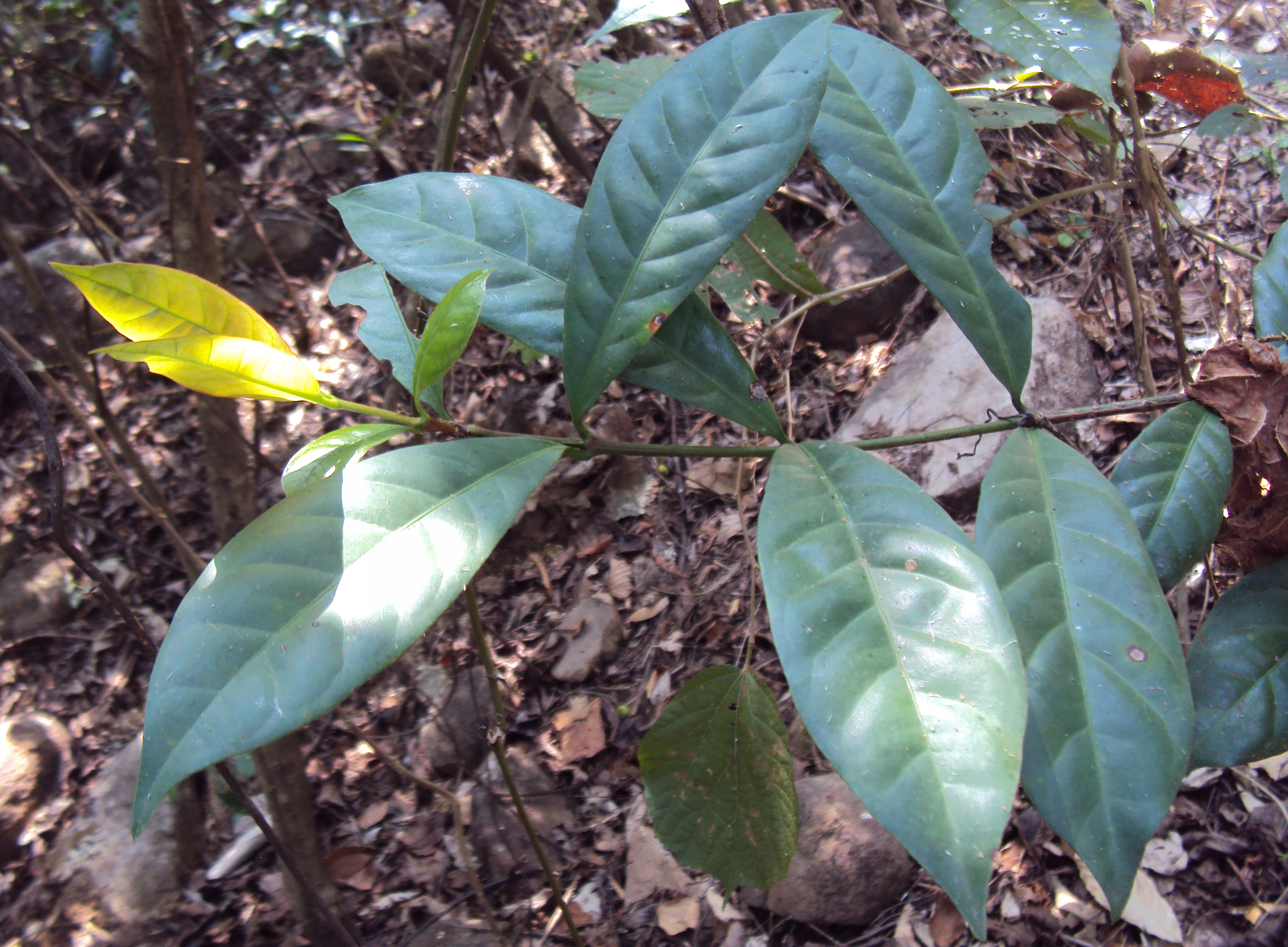
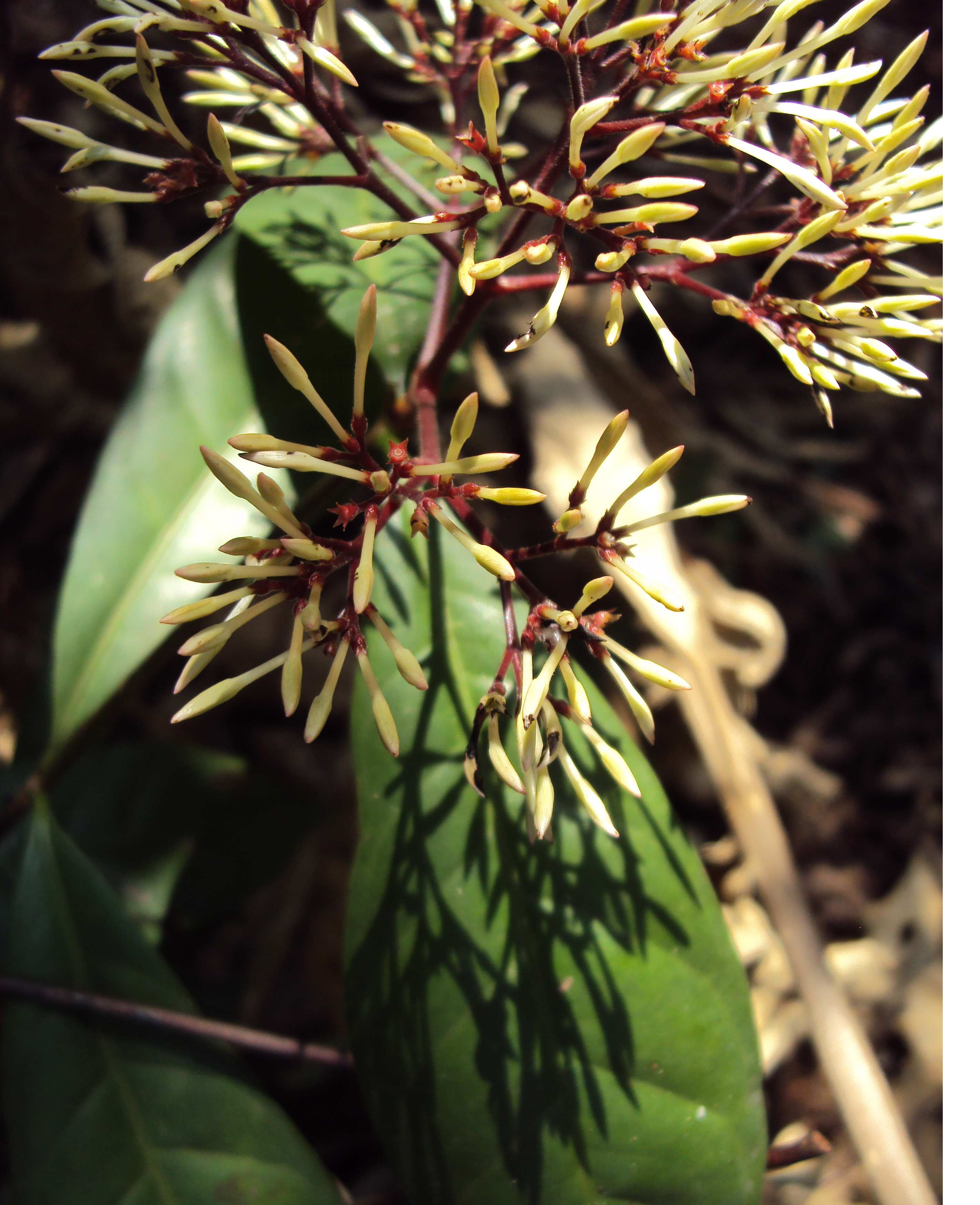